# Јанчар
43° 43′ 11″ N 15° 25′ 50″ E / 43.71972° С; 15.43056° И
Јанчар је ненасељено острвце у хрватском дијелу Јадранског мора. Налази се у Корнатском архипелагу око 1 km јужно од Равног Жакана и око 10 m западно од Каменог Жакана. Дио је Националног парка Корнати. Његова површина износи 0,058 km², док дужина обалске линије износи 0,97 km. Највиши врх је висок 20 m. Грађен је од кречњака кредне старости. Административно припада општини Муртер-Корнати у Шибенско-книнској жупанији.